# Zabrus tenebrioides
Zabrus tenebrioides Goeze, 1777, volgarmente detto zabro gobbo, è un coleottero appartenente alla famiglia dei Carabidi.

## Descrizione

### Adulto
L'adulto è di lungo circa 15–18 mm ed è caratterizzato da una forma allungata e leggermente ovale. Sulle elitre presenta degli evidenti solchi longitudinali. 

### Larva
La larva è lunga circa 25-30 mm ed ha un corpo appiattito. Il capo, il torace e la parte dorsale dell’addome hanno un colore brunastro, mentre la restante parte del corpo è di colore bianco-giallognolo.

## Biologia
Il ciclo vitale dura un anno, di cui lo stadio larvale occupa i mesi invernali. L'adulto si può trovare nei campi verso la fine di maggio, primi di giugno.
Z. tenebrioides non è un predatore, a differenza delle altre specie appartenenti alla famiglia Carabidae. Principalmente attacca radici e cariossidi del frumento, ma possiamo trovarlo anche in campi seminati ad orzo o in terreni con graminacee spontanee. Causa erosioni a foglie, radici e spighe.
Gli adulti, che hanno abitudini crepuscolari, creano danni all cariossidi del frumento, mentre le larve attaccano radici e foglie basali. Le larve scavano gallerie nel terreno, dalle quali fanno uscire le mandibole per afferrare le foglie basali. All’ingresso di queste gallerie si possono notare accumuli di residui delle foglie che man mano vengono sfilacciate.